# كيفن هنت
كيفن هنت (بالإنجليزية: Kevin Hunt)‏ (4 يوليو 1975 في المملكة المتحدة - ) هو لاعب كرة قدم بريطاني في مركز الوسط. لعب مع كوينز بارك رينجرز ونادي بوهيميان ونادي غيلانغ إنترناشونال ونادي غيلينغهام وهونغ كونغ رينجرز.

## وصلات خارجية
- كيفن هنت على موقع قاعدة بيانات كرة القدم.إي يو (الإنجليزية)